# Anti-Slavery International
Anti-Slavery International ist eine internationale Organisation gegen die Sklaverei und die älteste Menschenrechtsorganisation der Welt.

## Geschichte
Die Wurzeln der Organisation reichen bis zu den ersten abolitionistischen Bewegungen um 1787 zurück. Der Einsatz dieser Bewegungen führte dazu, dass im Vereinigten Königreich von Großbritannien und Irland der Sklavenhandel 1807 abgeschafft wurde, und 1833 folgte das Verbot der Sklaverei als Ganzes. Andere europäische Länder behielten die Sklavenhaltung in ihren Kolonien noch länger bei.

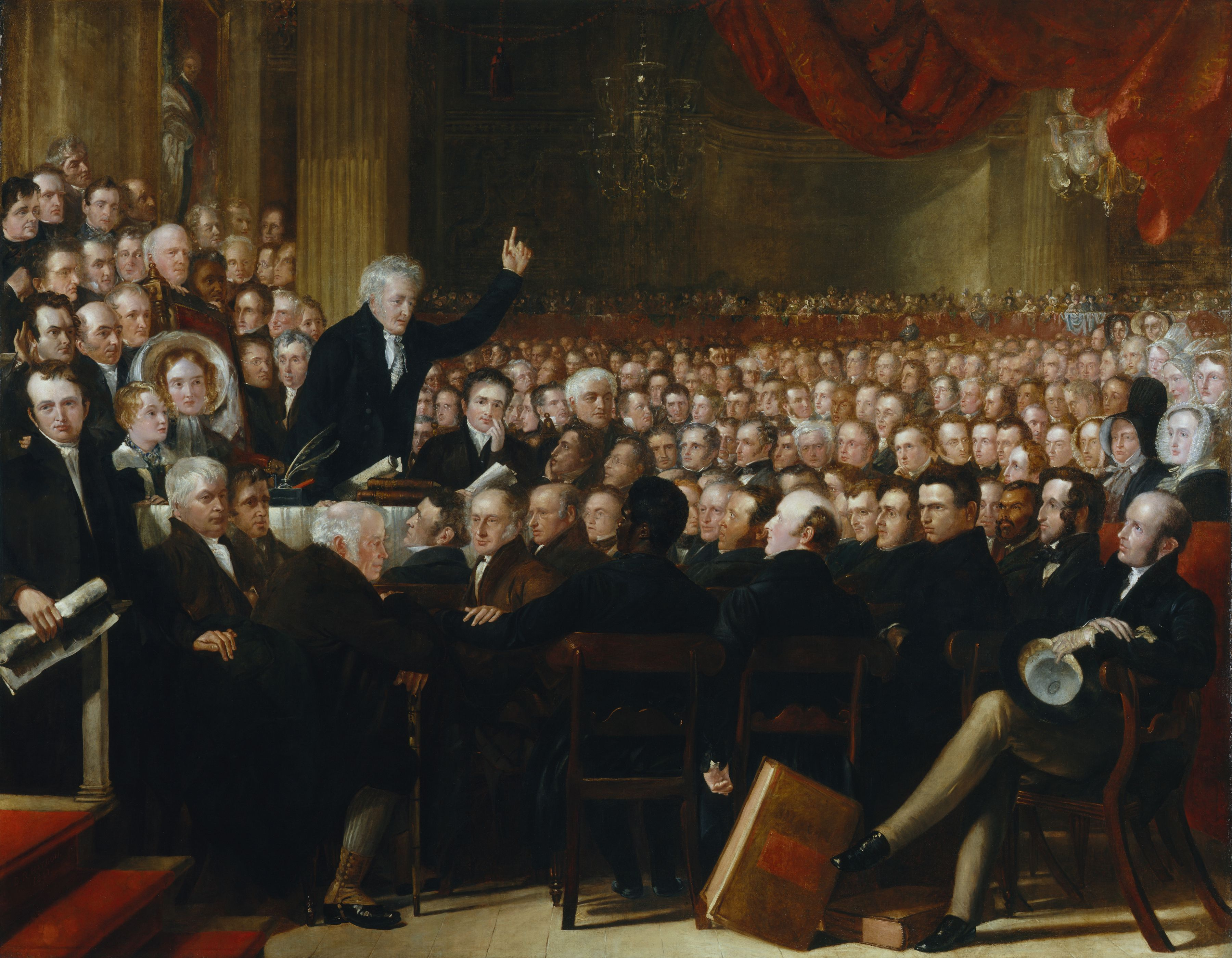
Benjamin Robert Haydon: The Anti-Slavery Society Convention, 1840, 1841, Öl auf Leinwand, 2,97 m × 3,83 m, National Portrait Gallery, London. Der Redner Thomas Clarkson spricht vor der Versammlung. Der Maler schrieb später über das Werk: „ein befreiter Sklave [Henry Beckford], nun ein Delegierter, betrachtet Clarkson mit tiefem Interesse... ein Afrikaner unter den europäischen Intellektuellen in Gleichheit und geistiger Größe.“

Vor diesem Hintergrund wurde in Großbritannien 1839 die British and Foreign Anti-Slavery Society (Gesellschaft gegen Sklaverei in Großbritannien und im Ausland) gegründet, die sich für eine weltweite Abschaffung der Sklaverei und für eine aktive Rolle Großbritanniens in deren Bekämpfung einsetzte. 1888 schaffte Brasilien als letzter Staat die Sklaverei offiziell ab. Inoffiziell bestand die Sklaverei jedoch in vielen Teilen der Welt weiter.
In den 1890er Jahren setzte sich die British and Foreign Anti-Slavery Society zusätzlich für die Rechte indigener Völker ein, weswegen sie sich 1909 mit der Aborigines’ Protection Society (Gesellschaft für den Schutz der Ureinwohner) zur Anti-Slavery and Aborigines’ Protection Society (Gesellschaft gegen Sklaverei und für den Schutz der Ureinwohner) vereinte. Diese spielte eine wichtige Rolle beim Zustandekommen des Sklavereiabkommens von 1926 und des Zusatzabkommens der Vereinten Nationen über die Abschaffung der Sklaverei von 1956.
1990 benannte sich die Anti-Slavery and Aborigines’ Protection Society in den heutigen Namen um.

## Heutige Aktivitäten

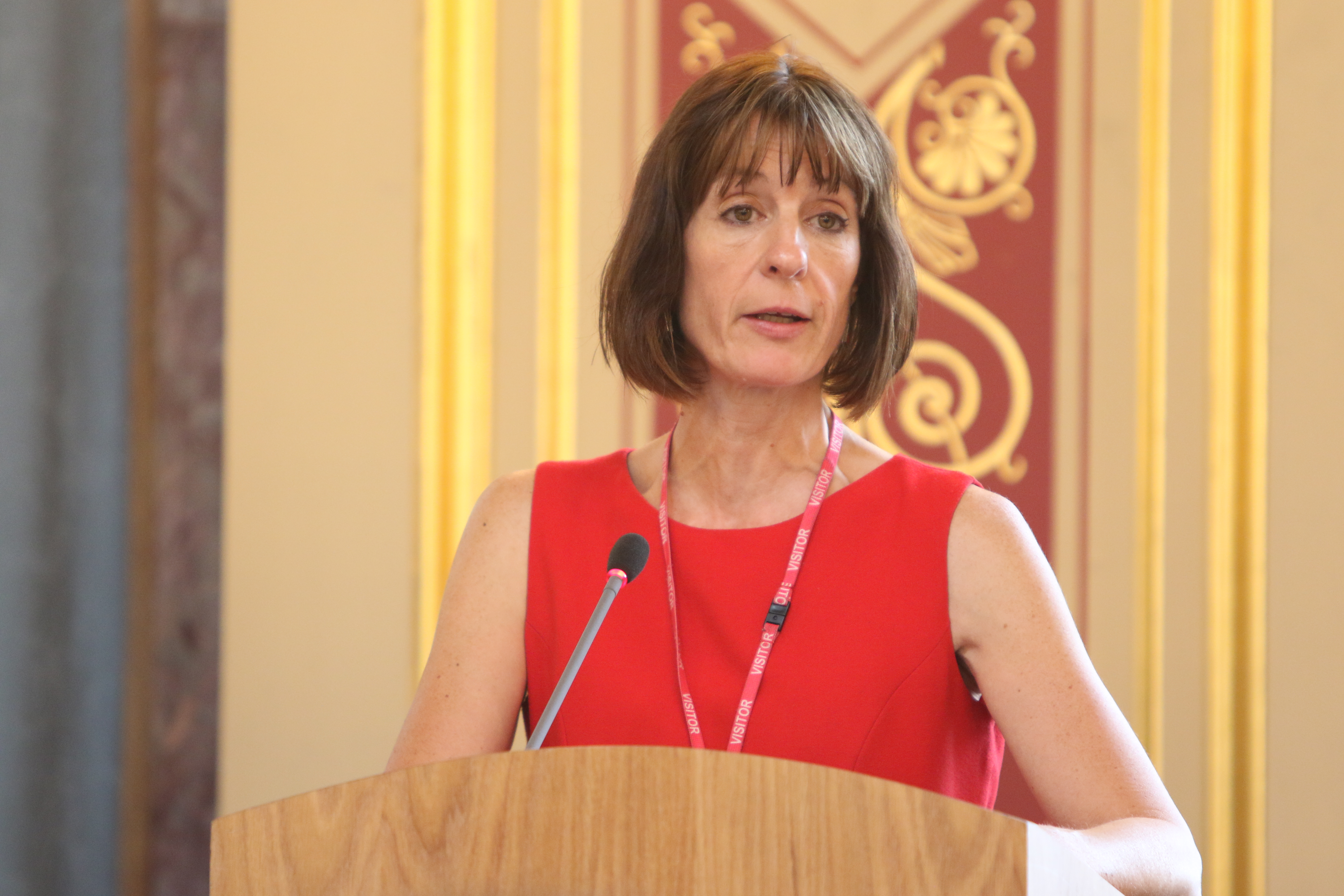
Die Leiterin von Anti-Slavery Internationals Programmabteilung Debbie McGrath spricht zur Vorstellung des Menschenrechts- und Demokratieberichts 2016 in London

Nach eigenen Angaben leben 27 Millionen Menschen in Sklaverei und sklavereiähnlichen Bedingungen. Neben der Schuldknechtschaft „bekämpft“ Anti-Slavery auch andere Formen wie die schlimmsten Formen der Kinderarbeit, (z. B. Kinderprostitution), Kinderhandel/Menschenhandel, Zwangsarbeit, Zwangsprostitution und die vor allem in Mauretanien, Niger und im Sudan vorkommenden traditionellen Formen der Sklaverei.
Die Organisation erforscht Ursachen und Hintergründe der modernen Sklaverei und macht diese publik, übt Druck auf Regierungen und Unternehmen aus und unterstützt andere Organisationen, die sich vor Ort für die Sklaven einsetzen.
Die US-amerikanische Schwesterorganisation, Free the Slaves, wurde von dem führenden Sklavereiexperten Kevin Bales mitbegründet.

### Anti-Slavery Award
Seit 1991 verleiht die Organisation jährlich den Anti-Slavery Award an Personen und Organisationen, die sich im Einsatz gegen die Sklaverei ausgezeichnet haben
Preisträger waren:
- 1991: Swami Agnivesh/Bonded Labour Liberation Front (BLLF) (Indien)
- 1992: Ricardo Rezende (Brasilien)
- 1993: End Child Prostitution in Asian Tourism ECPAT (internationale Kampagne)
- 1994: Edwin Paraison (Haiti)
- 1995: Harry Wu (Volksrepublik China)
- 1996: Regional Indigenous Organisation of Atalaya (Peru)
- 1997: Pureza Lopes Loiola (Brasilien)
- 1998: Cheïkh Saad Bouh Kamara (Mauretanien)
- 1999: Vivek Pandit und Vidyullata Pandit (Indien)
- 2000: George Omona/Gulu Support the Children Organization (GUSCO) (Uganda)
- 2001: Association for Community Development (ACD) (Bangladesch)
- 2002: Backward Society Education (BASE) (Nepal)
- 2003: Vera Lesko (Albanien)
- 2004: Ilguilas Weila/Timidria (Niger)
- 2005: Cecilia Flores-Oebanda (Philippinen)
- 2006: James Aguer Alic/Dinka-Komitee (Sudan)
- 2007: Coalition of Immokalee Workers (Florida/USA)
- 2009: Boubacar Messaoud/SOS Esclaves (Mauretanien)